# Walter Prager
Walter Prager   (Davos, 2 d'abril de 1910 - 28 de maig de 1984) va ser un esquiador alpí i entrenador suís. Com a esquiador va competir durant les dècades de 1920 i 1930.
S'inicià com a guia de muntanya. El 1931 es proclamà el primer campió del món de descens de la història, en guanyar el Campionat del Món d'esquí alpí a Mürren. El 1933, a Innsbruck, repetí la victòria. Va guanyar l'Arlberg-Kandahar de 1930 i 1933. Posteriorment, entre 1936 i 1957 va exercir d'entrenador d'esquí als Estats Units, formant nombrosos esquiadors, una dotzena dels quals van arribar a disputar els Jocs Olímpics d'Hivern. També va dissenyar i supervisar diverses àrees d'esquí als Estats Units. El 1977 fou inclòs al U.S. National Ski Hall of Fame.